# UN-Sonderberichterstatter zu Gewalt gegen Frauen, deren Gründe und Konsequenzen
Das Mandat des Sonderberichterstatters für Gewalt gegen Frauen, ihre Ursachen und Folgen (engl.: United Nations Special Rapporteur on Violence Against Women) wurde am 4. März 1994 durch die Resolution 1994/45 des UN-Menschenrechtsrats zur Frage der Einbeziehung der Rechte der Frauen in die Menschenrechtsmechanismen der Vereinten Nationen und zur Beseitigung der Gewalt gegen Frauen festgelegt. Mit dieser Resolution wurde das Mandat des „Sonderberichterstatters für Gewalt gegen Frauen, ihre Ursachen und Folgen“ festgelegt. Seit August 2021 ist die Sonderberichterstatterin Reem Alsalem.

## Mandat
Die Sonderberichterstatterin hat den Auftrag, Informationen über Gewalt gegen Frauen einzuholen und entgegenzunehmen und wirksam auf diese Informationen zu reagieren, Empfehlungen zur Beseitigung von Gewalt gegen Frauen auf nationaler, regionaler und interdisziplinärer Ebene abzugeben und mit den anderen Menschenrechtsmechanismen der Vereinten Nationen zusammenzuarbeiten.
Die Sonderberichterstatterin führt zur Erfüllung ihres Mandats auch folgende Aufgaben aus:
- Übermittlung von dringenden Appellen und Mitteilungen an die Staaten über angebliche Fälle von Gewalt gegen Frauen
- Länderbesuche[3]
- Jährliche thematische Berichte[4]
- Konsultationen mit der Zivilgesellschaft
- Regionale und nationale Konsultationen
- Jahresberichts der Sonderberichterstatterin an den UN-Menschenrechtsrat (und zuvor an die Menschenrechtskommission) oder an die UN-Generalversammlung.

## Berichte an den Menschenrechtsrat
Jedes Jahr legt die Sonderberichterstatterin dem UN-Menschenrechtsrat einen schriftlichen Bericht vor, in dem sie die durchgeführten Aktivitäten und die analysierten Themen darlegt.

## Bisherige Sonderberichterstatterinnen
- Radhika Coomaraswamy (1994–2003)
- Yakin Ertürk (2003–2009)
- Rashida Manjoo (2009–2015)
- Dubravka Šimonović (2015–2021)
- Reem Alsalem (2021–heute)

## Websites
- Internetseite der Sonderberichterstatterin (englisch)